# Carta africana dei diritti dell'uomo e dei popoli
La Carta africana dei diritti dell'uomo e dei popoli o Carta di Banjul è una convenzione adottata dall'Unione Africana, adottata a Nairobi il 27 giugno 1981 nell'ambito della Conferenza dai ministri della Giustizia dell'Organizzazione dell'Unità Africana (OUA).
Nel 1979, l'assemblea dei Capi di Stato e di Governo dei Paesi aderenti all'Organizzazione per l'Unità Africana (attuale Unione Africana) adottò una risoluzione che conferiva ad una commissione di esperti il compito di proporre una bozza di testo legislativo per la difesa dei diritti umani a livello continentale, basato sui precedenti modelli della Convenzione europea dei diritti dell'uomo del 1953 e della Convenzione americana dei diritti dell'uomo del 1978.

## Storia
La proposta fu approvata all'unanimità dalla 18ª assemblea dell'OUA, svoltasi a Nairobi il 27 giugno 1981.
L'articolo 63 prevedeva che la convenzione entrasse in vigore tre mesi dopo il ricevimento da parte del Segretario Generale degli atti di ratifica o di adesione da parte di un numero di Paesi almeno pari alla maggioranza semplice degli Stati membri dell'OUA.
In base a tale disposizione, e a seguito della ratifica da parte di 35 dei 50 Paesi all'epoca aderenti, la Carta entrò in vigore il 21 ottobre 1986, data che divenne la ricorrenza annuale dell'"African Human Rights Day".
Il 2 novembre 1987 ad Addis Abeba fu istituita l'African Commission on Human and Peoples' Rights quale organismo titolato all'interpretazione della Carta e a sovraintenderne l'applicazione. La sua sede fu in seguito trasferita a Banjul, capitale del Gambia e successivamente fu istituita la Corte.

Al 2019 la Carta è stata ratificata da 53 Paesi, con il formale deposito dei relativi atti.

## Contenuto
Diversamente dalla Convenzione europea dei diritti dell'uomo del 1953 e della Convenzione americana dei diritti dell'uomo del 1978, la Carta Africana presenta in un unico documento:
1. diritti economici, sociali e culturali
2. diritti civili e politici.

I primi vengono presentati come la condizione necessaria per garantire l'effettività dei diritti civili e politici, egualmente universali e mutuamente indivisibili, senza fornire una priorità relativa fra le due classi. In particolare, già nel 1981 venivano affermato:
(Carta africana dei diritti dell'uomo e dei popoli, preambolo introduttivo)
(Carta africana dei diritti dell'uomo e dei popoli (1981), art.22)
(Carta africana dei diritti dell'uomo e dei popoli (1981), art.24)